# Huber+Suhner

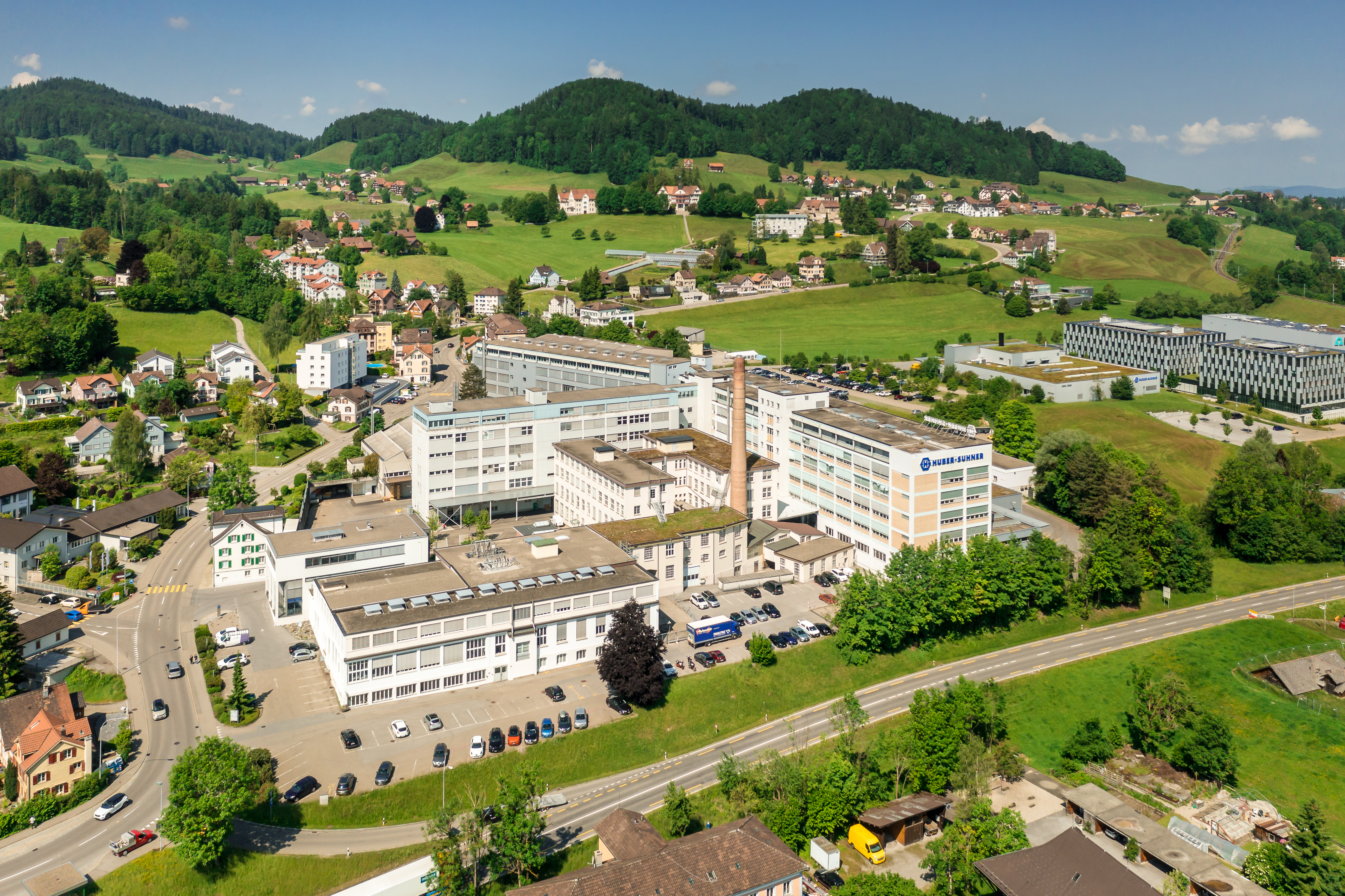
Huber+Suhner in Herisau (2021)

Die Huber+Suhner AG mit Hauptsitz in Herisau und Pfäffikon ZH ist ein Schweizer Unternehmen, das Komponenten und Systemlösungen der elektrischen und optischen Verbindungstechnik entwickelt und produziert.
Das Unternehmen ist seit 1998 an der Schweizer Börse SIX Swiss Exchange kotiert (HUBN) und beschäftigte Ende 2020 kombiniert mit Tochtergesellschaften und Vertretungen in über 80 Ländern 4410 Mitarbeitende. 2020 erwirtschaftete Huber+Suhner einen Umsatz von 737,9 Mio. Schweizer Franken.

## Geschichte

Historisches Luftbild von Walter Mittelholzer, ca. 1918–1937

Huber+Suhner AG entstand 1969 durch die Fusion der beiden traditionsreichen Familienunternehmen Aktiengesellschaft R.+E. Huber in Pfäffikon ZH und Suhner & Co. AG in Herisau. Die Aktiengesellschaft R.+E. Huber wurde 1882 in Pfäffikon gegründet. Sie war ursprünglich eine Telegraphendraht- und Kabelfabrik und firmierte auch als Gummi- und Guttapercha-Warenfabrik.
Die im Jahre 1864 gegründete Suhner & Co. AG baute auf Kabel- und Kabelisolationen sowie einem Kunststoff-Presswerk mit Spritzgussverarbeitung auf.
Nach der Fusion 1969 und anschliessender Expansion nach Australien im Jahr 1973 begann die Internationalisierung von Huber+Suhner. 1999 war das Unternehmen bereits in 28 Ländern präsent. 2002 konzentrierte sich das Unternehmen auf die Neuausrichtung der 3x3-Strategie – 3 Kerngeschäfte für 3 Hauptmärkte und stieg aus den Nicht-Kerngeschäften aus. Ende Dezember 2012 wurde das US-amerikanische Unternehmen Astrolab, Inc. mit Sitz in Warren, New Jersey übernommen. Zudem eröffnete Huber+Suhner 2013 die Produktion in Changzhou, China, was die Herstellung von den Produkten der drei Kernbereiche Hochfrequenz, Fiberoptik und Niederfrequenz in China ermöglichte.
Durch die Akquisition von Cube Optics in Mainz baute Huber+Suhner im Jahr 2014 die Position in der Fiberoptik weiter aus. Im Mai 2016 übernahm Huber+Suhner das Unternehmen Polatis in England, einen Anbieter von rein optischen Switches, die im Gegensatz zu konventionellen elektrisch/optischen Switches die Signale nicht konvertieren, sondern optisch steuern. Das Portfolio von Polatis stellte eine Ergänzung zur bestehenden Produktpalette von Huber+Suhner vor allem im Bereich des Data Center Marktes dar. 2017 folgte die Akquisition von Inwave Elektronik AG in Reute, Schweiz. Mit dem Kauf stärkte Huber+Suhner die technologische Kompetenz im Hochfrequenz-Systemgeschäft. Im Frühjahr 2019 übernahm Huber+Suhner das Antennengeschäft (Bahn, Bus, Special Communications) von Kathrein und stärkte damit die Marktposition im Zusammenhang mit dem wachsenden Bedürfnis nach mobiler Kommunikation in öffentlichen Verkehrsmitteln.
Ebenfalls im Jahr 2019 wurde die deutsche BKtel Gruppe übernommen. Mit der Übernahme erweiterte Huber+Suhner sein Portfolio in den Bereichen Fiber-to-the-Home (FTTH), Hybrid-Fiber-Coax (HFC) und Distributed-Access-Architecture (DAA) sowie in der optischen Signalverarbeitung.

## Geschäftsbereiche

### Hochfrequenz
Huber+Suhner entwickelt und produziert Hochfrequenz- und Mikrowellenprodukte für unterschiedliche Anforderungen. Das Sortiment umfasst passive Komponenten wie Kabel, Steckverbinder, Kabel-Gruppen, Antennen, Blitzschutz- und resistive Komponenten.

### Fiberoptik
Das Fiberoptiksortiment besteht aus Kabeln, Steckverbinder, Kabelgruppen, Kabel- und Verteilsysteme sowie stark miniaturisierte Wellenlängen-Multiplexverfahren.

### Niederfrequenz
Das Niederfrequenzsortiment beinhaltet Einzeladern, Kabel, Kabel-Gruppen, Hybridkabel und Kabelsysteme. Kunststoffmischungen für Kabelisolationen werden nach selbst entwickelter Rezeptur hergestellt. Eine weitere Kernkompetenz ist die Elektronenstrahlvernetzung.